# ОК-650
ОК-650 — серия советских и российских моноблочных паропроизводящих установок водо-водяных ядерных реакторов на тепловых нейтронах, размещаемых на подводных лодках. В качестве ядерного топлива используется высокообогащённая по урану-235 двуокись урана. Тепловая мощность — 180…190 МВт (260 000 л.с.). В состав моноблочной паропроизводящей установки ОК-650В входит ядерный реактор ВМ-11.
Разработаны ОКБМ им. И. И. Африкантова. Относятся к третьему поколению.

## Модификации
Первый реактор серии смонтирован на наземном стенде КВ-1 в НИТИ в 1975 году. На 2012 год стенд в рабочем состоянии.
| Тип ППУ          | Обогащение (%) | Тепловая мощность реактора (МВт) | Проекты АПЛ (число реакторов на одной лодке)        |
| ---------------- | -------------- | -------------------------------- | --------------------------------------------------- |
| ОК-650 (ОК-650А) | 21-45          | 190 (180)                        | 945 «Барракуда» (1)                                 |
| ОК-650Б          | 21-45          | 190                              | 949 «Гранит» (2), 971 «Щука-Б» (1)                  |
| ОК-650Б-3        | 21-45          | 190                              | 685 «Плавник» (1)                                   |
| ОК-650ВВ         | 21-45          | 190                              | 941 «Акула» (2)                                     |
| ОК-650В          | 21-45          | 190                              | 949А «Антей» (2), 885 «Ясень» (1) , 955 «Борей» (1) |

## Аварии в реакторном отсеке
- Б-534 «Нижний Новгород»

## Затопления реакторов
При авариях на подводных лодках происходило затопление реакторов:
- К-278 «Комсомолец» — заглушен и затоплен 1 реактор ОК-650Б-3. Периодически происходит обследование АПЛ.
- К-141 «Курск» — заглушено и затоплено 2 реактора ОК-650В. После поднятия подводной лодки, ОЯТ было выгружено.